# Bjørnøya (Haram)
Bjørnøya er en ø i den tidligere Haram kommune, nu i Ålesund på Sunnmøre. I luftlinje ligger øen 11 km fra Ålesund og 11 km fra Brattvåg.
Bjørnøya tilhørte ind til 1964 daværende Borgund kommune. 1. januar 1965 blev dele af Borgund med 1.191 indbyggere slået sammen med det meste af Haram og Vatne kommuner til den dengang nye Haram kommune. Disse dele var Hamnsund, Grytastranda, Søvik og Gamlem med øyene vestafor.
Øen er nævnt i Snorres saga Heimskringla om Olav den hellige som Bjarney.
På Skarveneshaugen mod nord på øen findes flere bunkere og rester af kanonstillinger for et tysk kystartilleribatteri fra 2. verdenskrig. Batteriet, Heeres Küsten Batterie Björnöy 31/976 (HKB 31/976), blev opsat med fire 10,5 cm kanoner med skudvidde 16.300 m, i september 1942.
Den nordlige  del af øen er fredet som en del af Løvsøyrevet fuglefredingsområde og Gamlemsundet fuglefredingsområde med et tilgrænsende område med dartsfreding. Området er beskyttet for at tage vare på fuglelivet i  vådområdet.